# Káto Vrondoú
Káto Vrondoú, en grec moderne : Κάτω Βροντού, est un village du dème de Káto Nevrokópi, dans le district régional de Dráma, en Macédoine-Orientale-et-Thrace, Grèce.
Selon le recensement de 2021, la population du village compte 287 habitants.